# Incubadora de Wikimedia
La Incubadora de Wikimedia (en inglés Wikimedia Incubator) es un wiki de la Fundación Wikimedia, iniciado el 2 de junio de 2006. Se usa como zona de pruebas e incubadora para nuevos proyectos de la fundación o versiones en nuevos idiomas de proyectos existentes.

## Historia
El proyecto de la Incubadora de Wikimedia se lanzó el 2 de junio de 2006 en los siguientes idiomas: inglés, catalán, alemán, español, francés, hebreo, italiano, chino, neerlandés, polaco, portugués, rumano, ruso, sueco,  turco y japonés.